# Hughes H-1 Racer
El Hughes H-1 es un avión de carreras construido por Hughes Aircraft en 1935. Estableció el récord de aeronave más rápida del mundo y el de vuelo de oeste a este de los Estados Unidos de América. Fue el último avión diseñado y construido a título privado con la intención de superar un récord de velocidad; desde entonces, estos récords sólo han sido superados por aeronaves fabricadas por grandes compañías.

## Diseño y desarrollo
Durante la dirección de Los ángeles del infierno, Howard Hughes encargó a su amigo e ingeniero aeronáutico Glenn Odekirk mantener la flota de más de 100 aviones utilizados en la producción. Los dos hombres compartían un interés común en la aviación y pensaron en construir una aeronave romperécords. Se le dieron muchas designaciones, de las cuales la más conocida era H-1. Fue el primer avión de Hughes Aircraft.
El diseño empezó en 1934 con una maqueta a gran escala (de más de 60 cm de longitud), que se probó en el túnel de viento del Instituto de Tecnología de California , revelando un potencial de velocidad de 587 km/h.

## Detalles técnicos
La aerodinámica fue un criterio de diseño primordial, resultando en "una de las aeronaves más elegantes jamás construida." Muchas tecnologías innovadoras se desarrollaron durante el proceso de construcción, incluyendo remaches nivelados con el fuselaje de aluminio, dejándolo totalmente liso. El H-1 también poseía un tren de aterrizaje retráctil completo, incluyendo la rueda de cola. Se equipó con el motor radial de doble estrella y catorce cilindros Pratt & Whitney R-1535 Twin Wasp Junior de 25,2 l y 825 hp (615 kW) potenciado a más de 1.000 Cv (750 kW).
Debido a las dos funciones diferentes designadas para la aeronave, se diseñaron dos conjuntos de alasː uno de poca envergadura para récords de velocidad y otro de larga envergadura para vuelos de larga distancia.

## Historia operacional

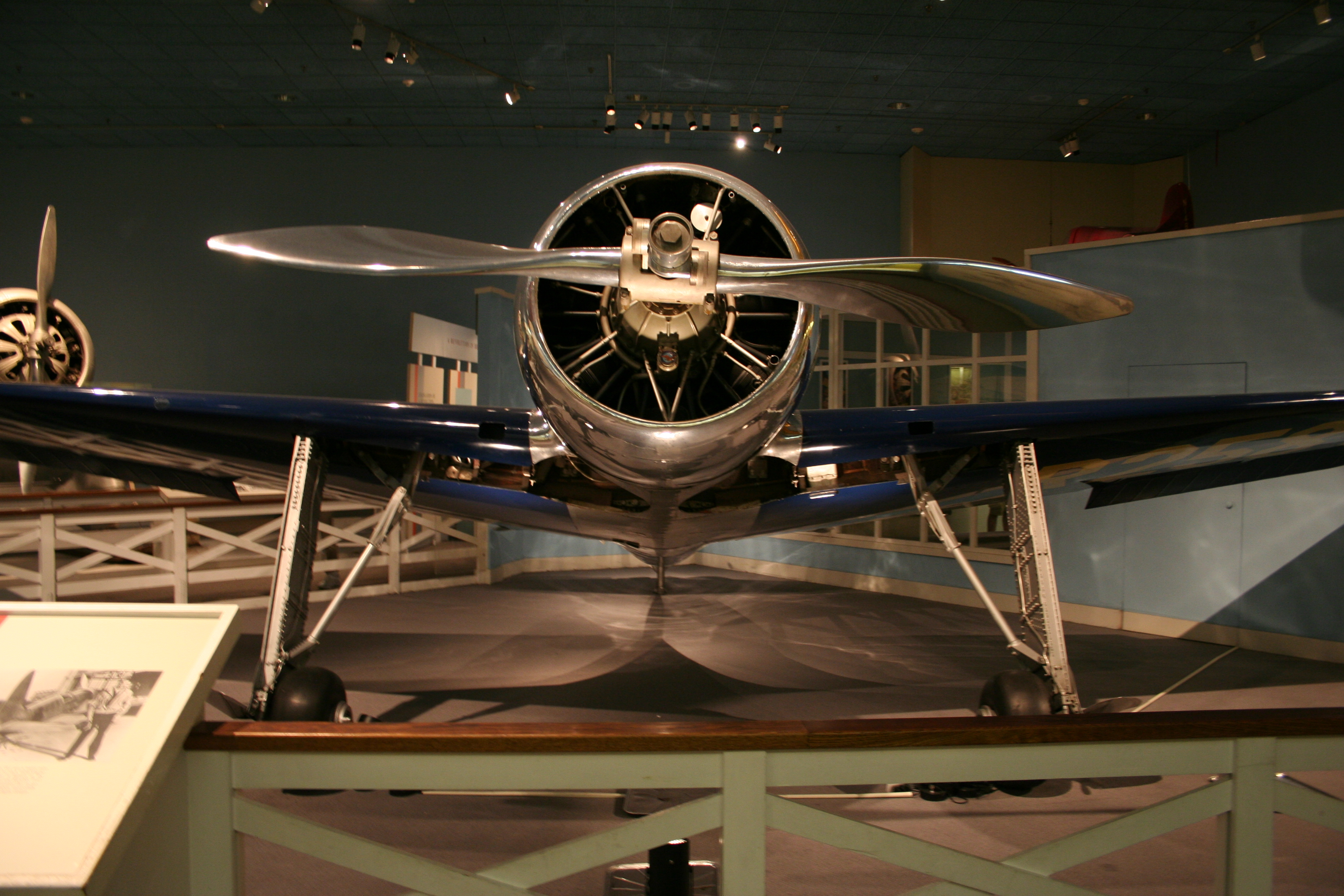
Vista delantera

El H-1 voló por primera vez en 1935 y rápidamente rompió el récord mundial de velocidad por una aeronave terrestre con Hughes a los mandos, llegando a una media de 567,12 km/h. Aparentemente, Hughes agotó el depósito de combustible y consiguió realizar un aterrizaje de emergencia sin daños importantes en su persona ni el H-1. Al salir del H-1, en un campo de remolacha en Santa Anna, California, su único comentario fue: "lo podemos arreglar, irá más rápido". En la época, el récord mundial de velocidad por un hidroavión era de 709 km/h, establecido por un Macchi M.C.72 en octubre de 1934.
Posteriormente, Hughes realizó cambios menores en el H-1 Racer para prepararlo para un intento de récord de velocidad transcontinental. El cambio más significativo fue la instalación de unas alas de mayor envergadura, que reducían su carga alar. En el 19 de enero de 1937, un año y un medio después de su anterior récord, Hughes marcó un nuevo récord de velocidad transcontinental tras un vuelo sin escalas de Los Ángeles a Nueva York en 7 horas, 28 minutos y 25 segundos. Rompió su anterior marca de 9 horas, 27 minutos por dos horas. Su velocidad media en vuelo era de 518 km/h.
Considerando que la flota de aeronaves del Cuerpo Aéreo del Ejército de Estados Unidos (USAAC) estaba compuesta totalmente por biplanos, Hughes creyó que comprarían su diseño para crear la siguiente generación de cazas. Sin embargo, sus esfuerzos para "vender" el diseño resultaron insuficientes. En testimonio de posguerra ante el Senado, Hughes indicó que el diseño innovador era la principal razón por la cual el USAAC rechazó del H-1: "intenté vender aquel avión al ejército, pero ellos lo rechazaron porque por aquel entonces el ejército no pensó que un avión monoplano era apropiado para un caza".
Algunos historiadores de la aviación han sugerido que el H-1 Racer pudo haber inspirado a cazas con motor radial posteriores, como el Republic P-47 Thunderbolt y el Focke-Wulf Fw 190. Tras la guerra, Hughes declaró que "es obvio que el Mitsubishi Zero es una copia del Hughes H-1 Racer." Notó que ambos aviones se parecían bastante, sobre todo en las alas y la cola. Jiro Horikoshi, diseñador del Mitsubishi Zero, negó rotundamente sus declaraciones.
El H-1 Racer fue donado al Smithsonian en 1975, y se expone de forma permanente en el Museo Nacional del Aire y el Espacio.

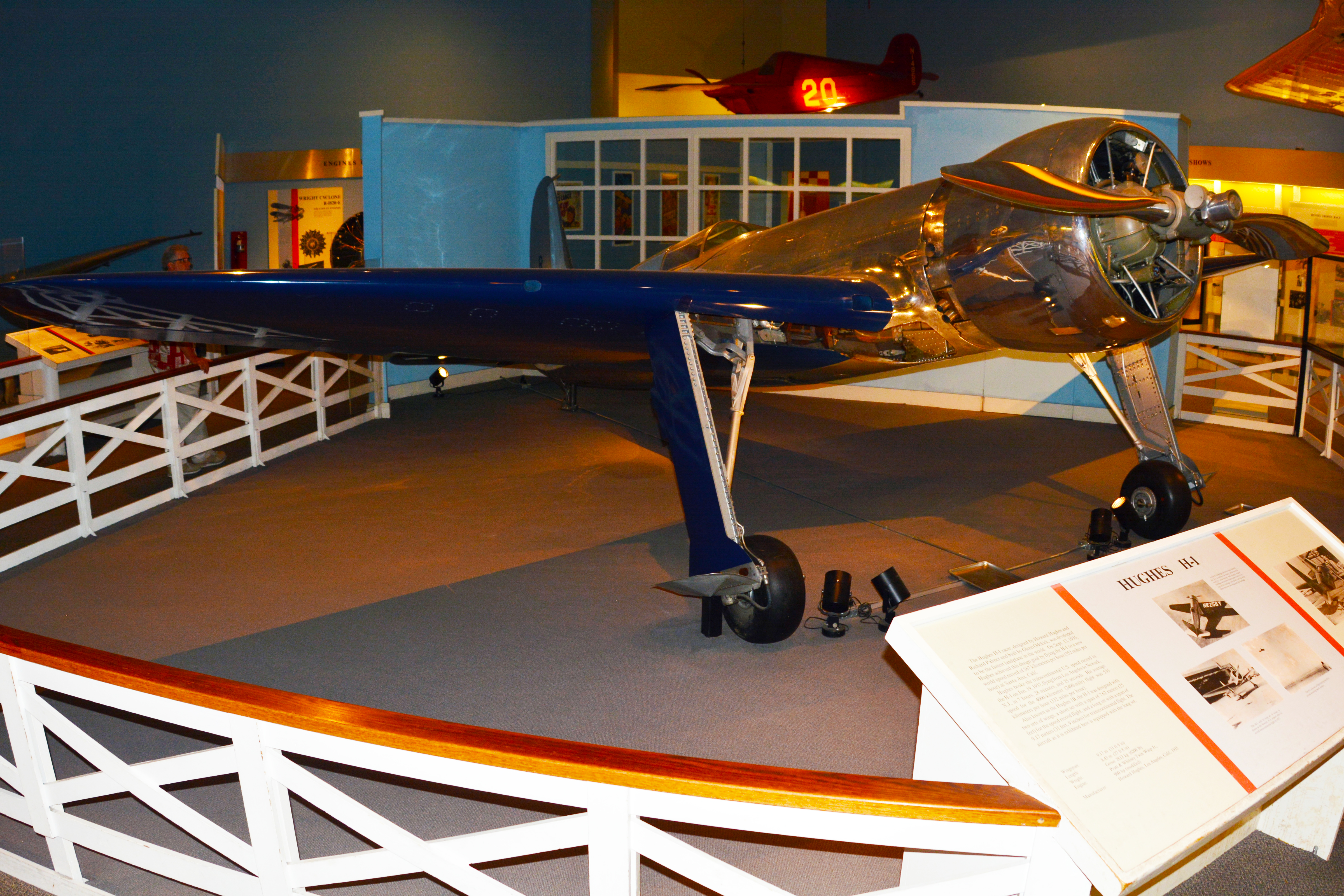
El H-1 Racer original en el Museo del Aire y el Espacio

El Hughes H-1 Racer aparece en la película de 1940 Hombres Contra el Cielo, de RKO Radio Pictures.

## Réplicas
En 1998, Jim Wright, propietario de Wright Machine Tools de Cottage Grove, Oregón, tomo contacto con el reconocido historiador, artesano y técnico en el campo de la metalurgia, Kent White fundador de la empresa, TM Technologies para participar en la creación de la primera réplica del famoso H1 Racer. Con otras personas se construyó una réplica a escala real del H-1 que voló en 2002 (véase fotografía en ficha de aeronave). Su réplica era tan cercana a la original que la FAA le concedió el número de serie 2. La noticia de su logro apareció en la mayor parte de revistas de aviación de la época.
En el 4 de agosto de 2003, Wright exhibió su réplica en la AirVenture Oshkosh, Wisconsin. De regreso a su casa en Oregón, rellenó el depósito de combustible en Gillette, Wyoming. Wright se entrevistó brevemente con reporteros locales, diciendo que la aeronave había tenido problemas mecánicos"; una hora después de despegar, la aeronave chocó al norte del Geiser Old Faithful en El Parque Nacional de Yellowstone, causándole la muerte a Wright. La réplica, originalmente pensada para ser utilizada en la película El Aviador, resultó destruida. [N 3] El informe oficial detalló el fallo de un contrapeso en la hélice de velocidad constante.
Actualmente, otra réplica se está construyendo para el Museo del Aire y el Espacio de San Diego.

## Especificaciones (H-1 Racer, alas originales)
Referencia datos: Data from "Howard Hughes' H-1: The Search for the Fastest Plane in the World"

### Características generales
- Tripulación: 1
- Longitud: 8,23 m
- Envergadura: 9,67 m
- Altura: 2,40 m
- Superficie alar: 12,8 m²
- Peso vacío: 1.620 kg
- Peso cargado: 2.496 kg
- Planta motriz:  radial 14 cilindros Pratt & Whitney R-1535 Twin Wasp Junior.
  - Potencia: 825 hp cada uno.

### Rendimiento
- Velocidad nunca excedida (Vne): 566 km/h
- Carga alar: 195 kg/m²

## Galería

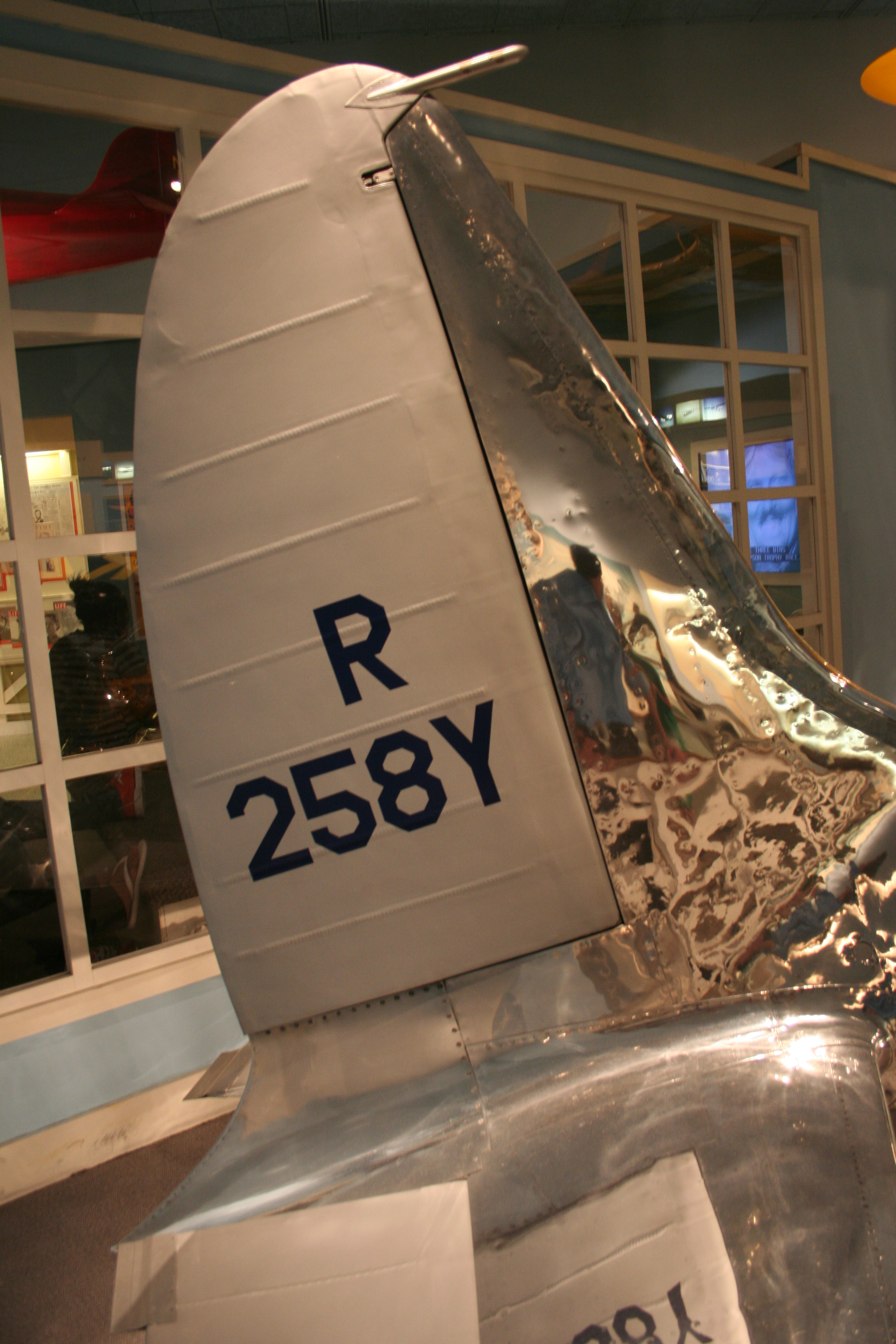
Cola del H-1 Racer
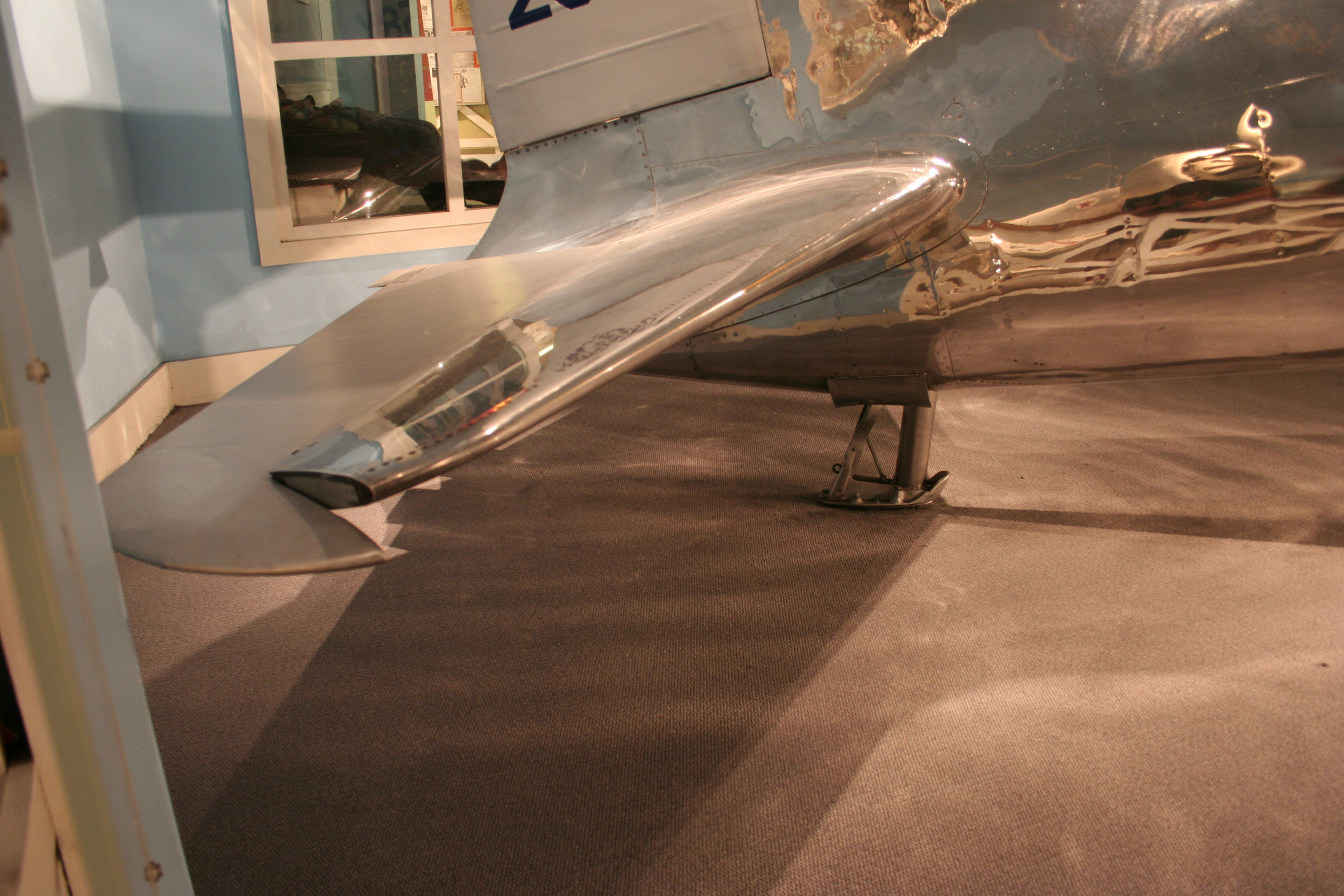
Tren de aterrizaje trasero
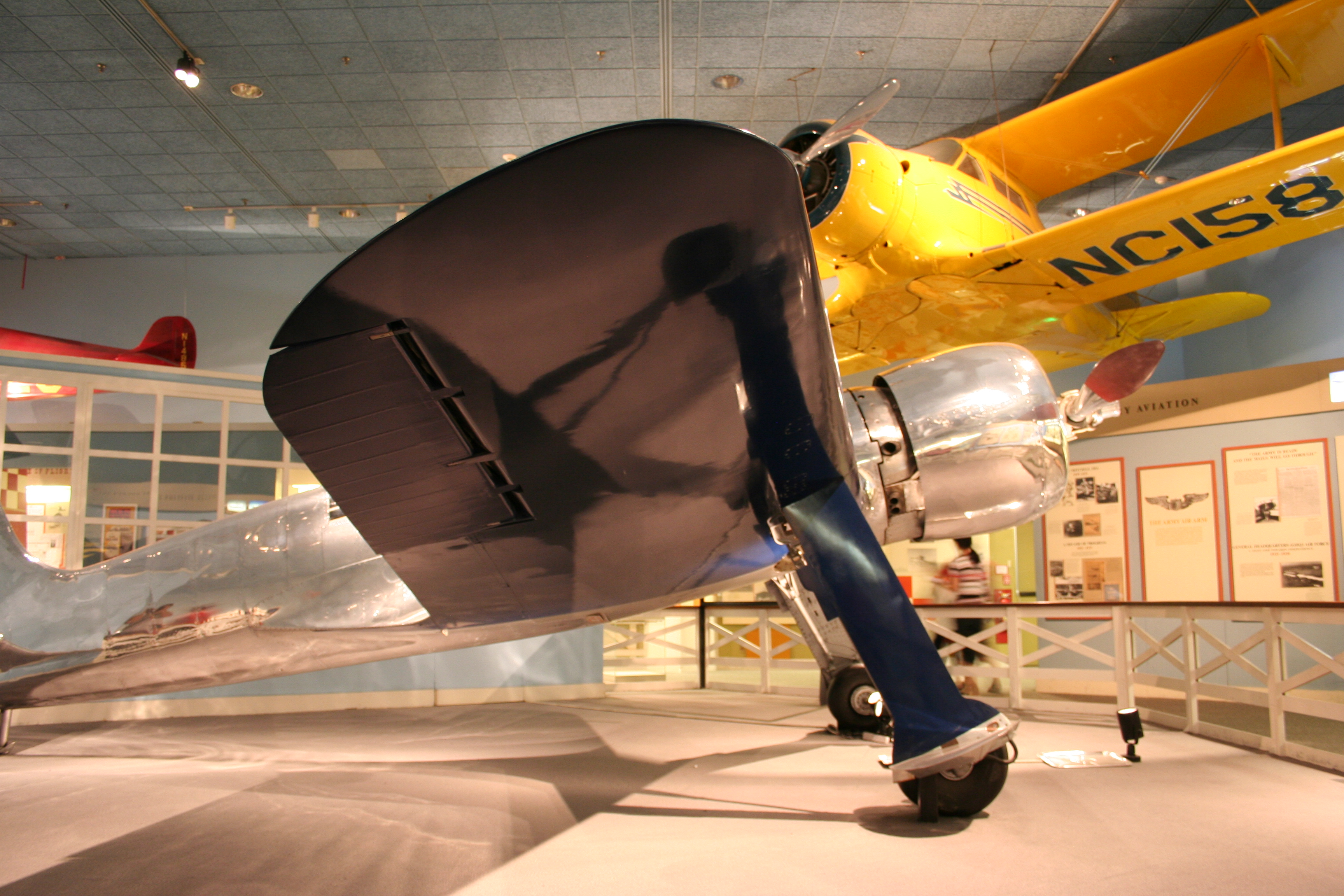
Lado derecho del H-1 Racer
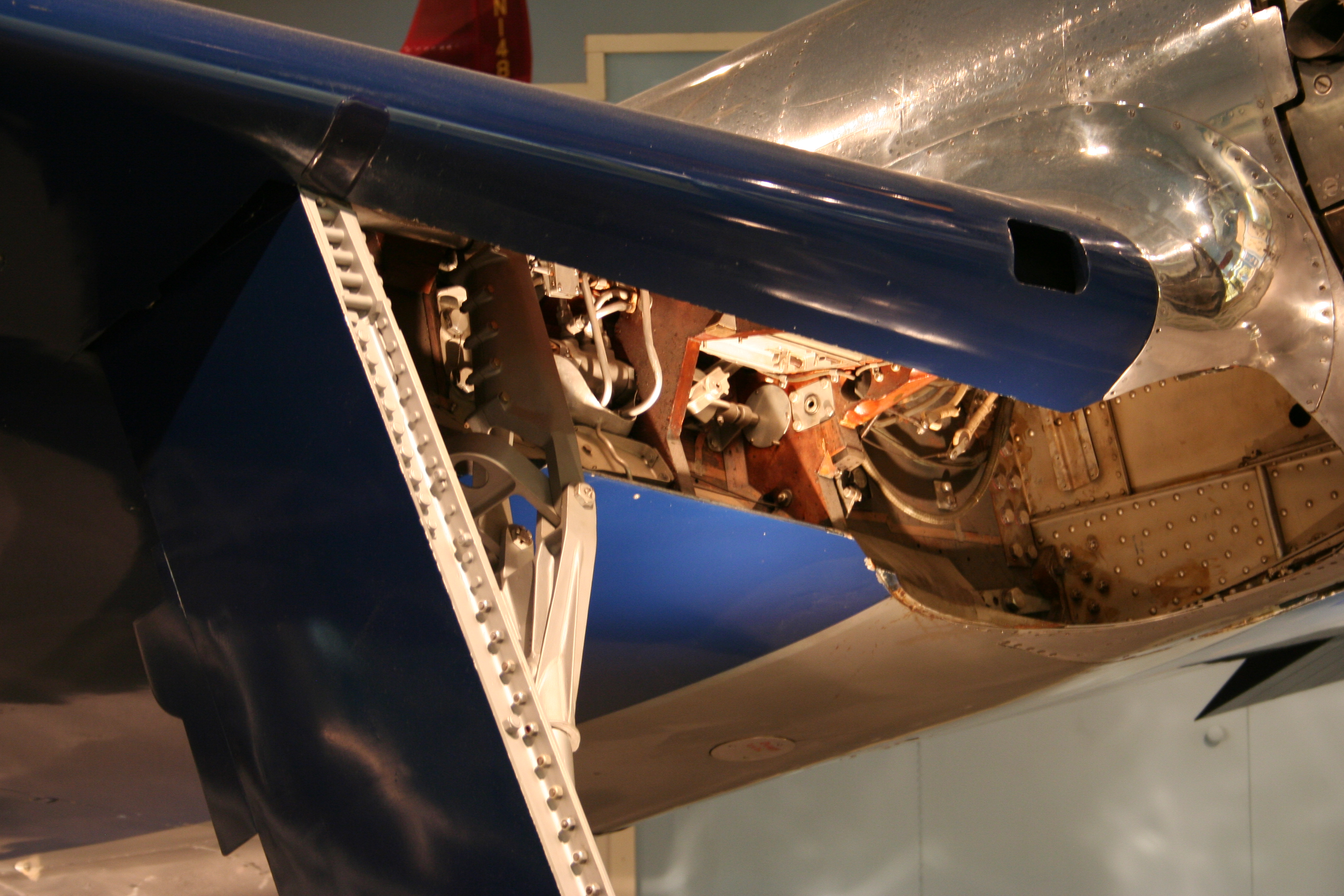
Detalle del interior
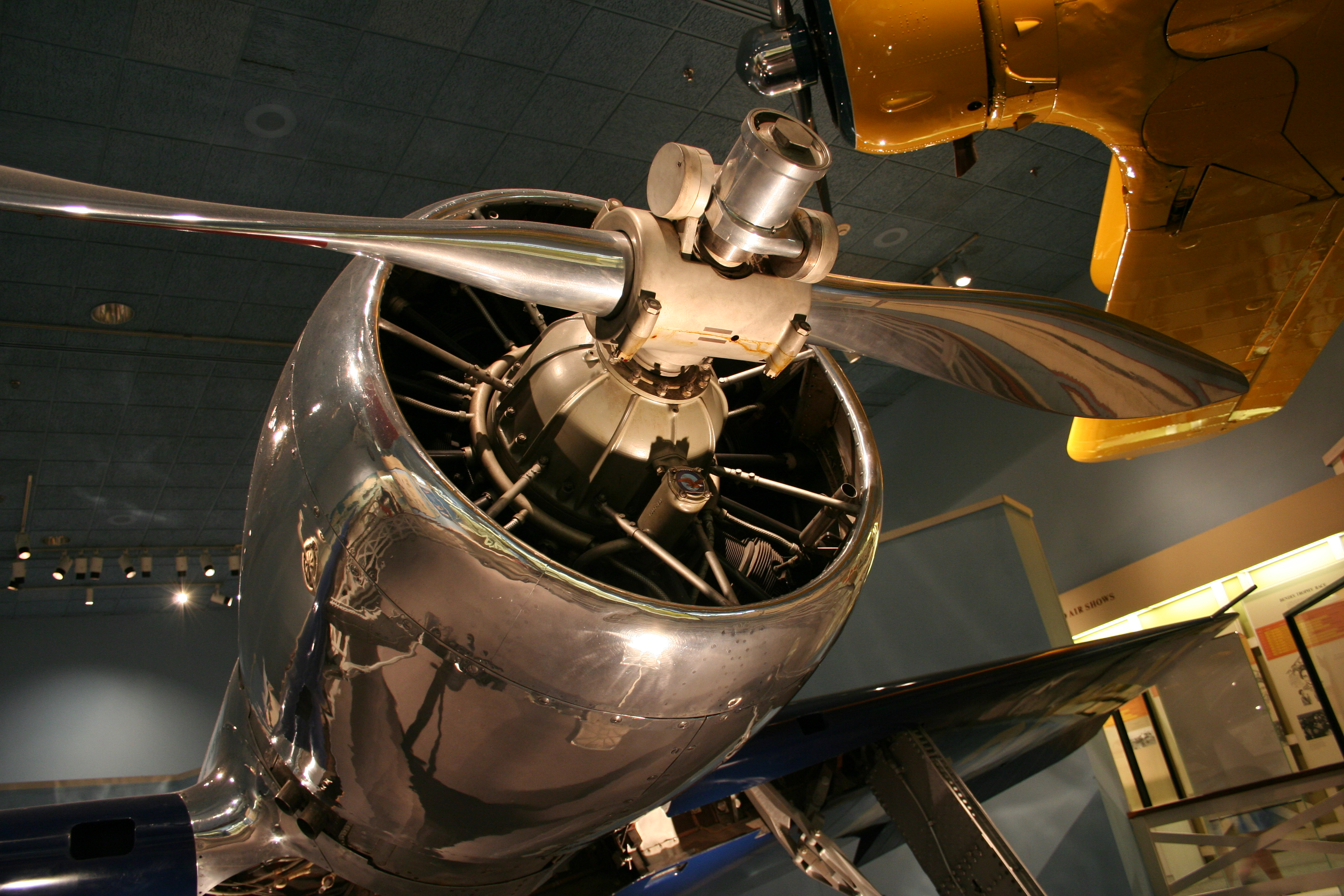
Hélice
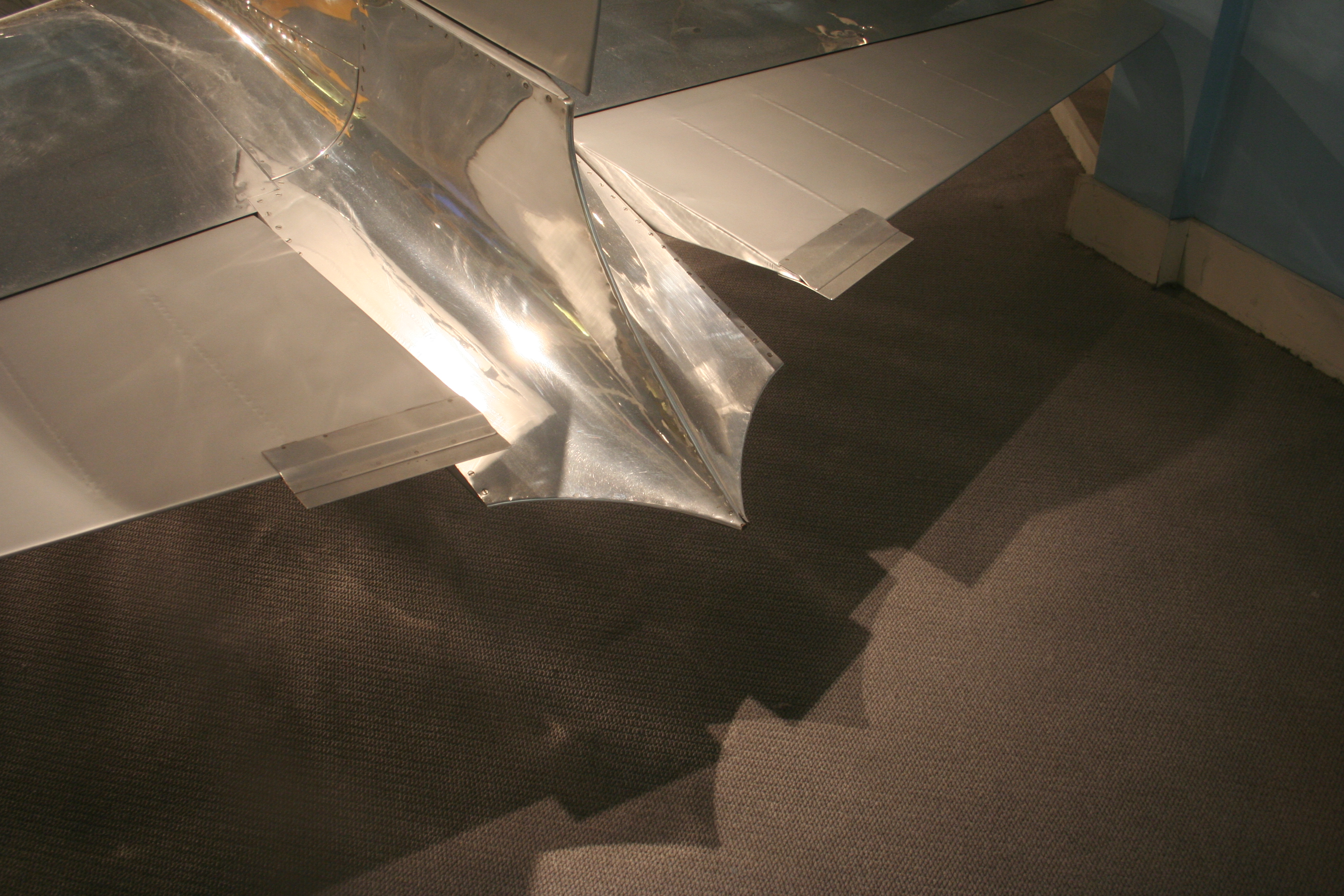
Punta de la cola
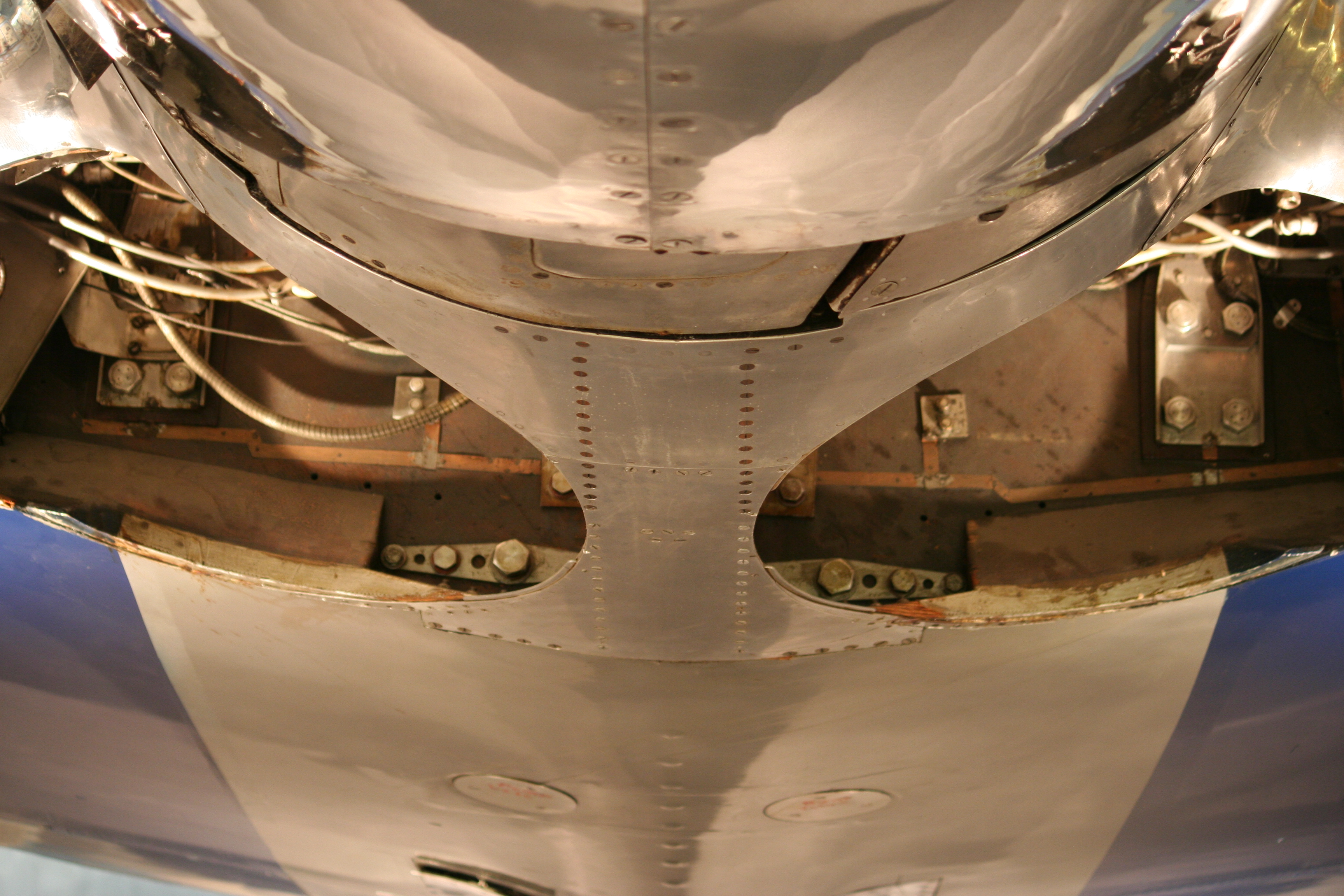
Espacio para el tren de aterrizaje
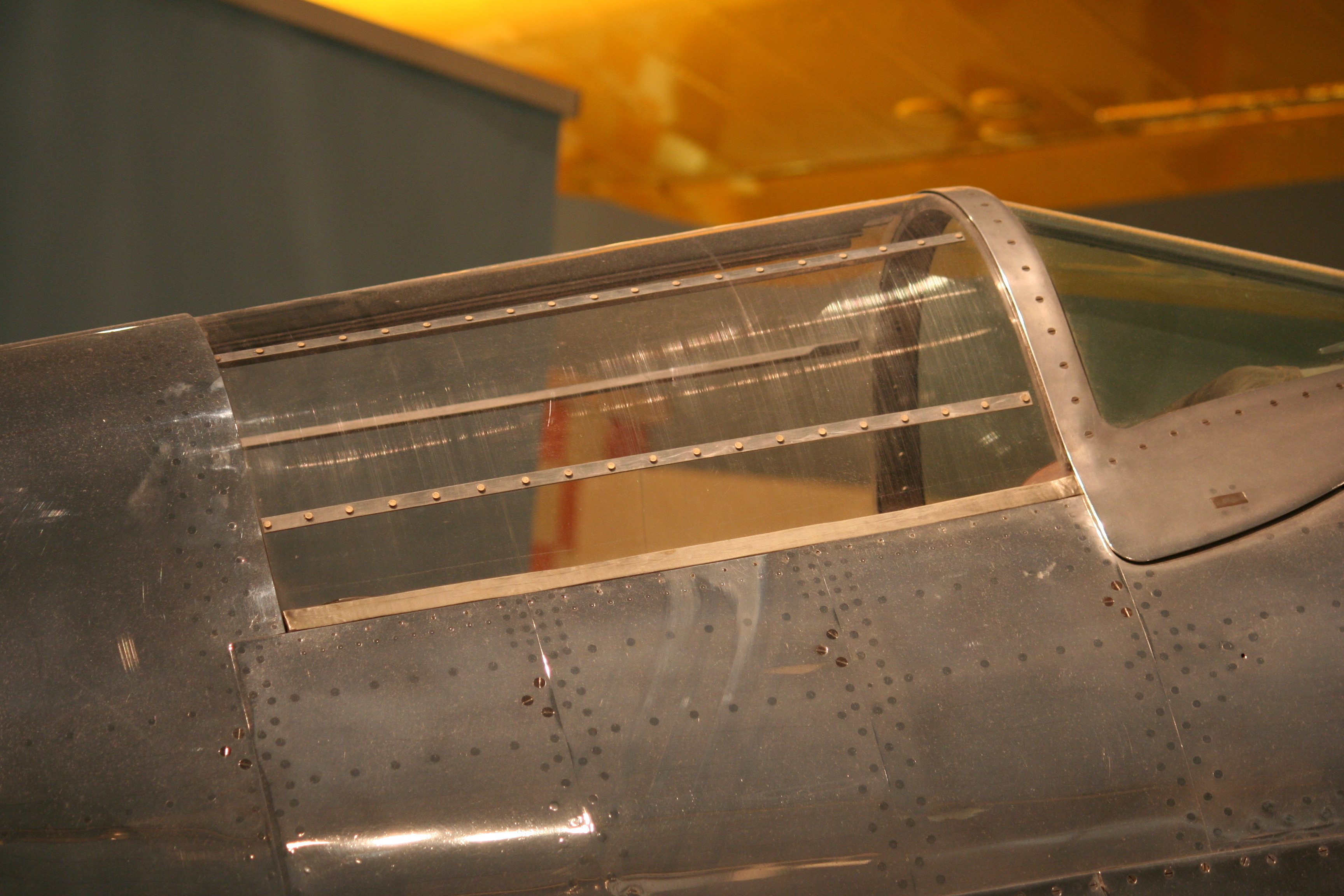
Cabina
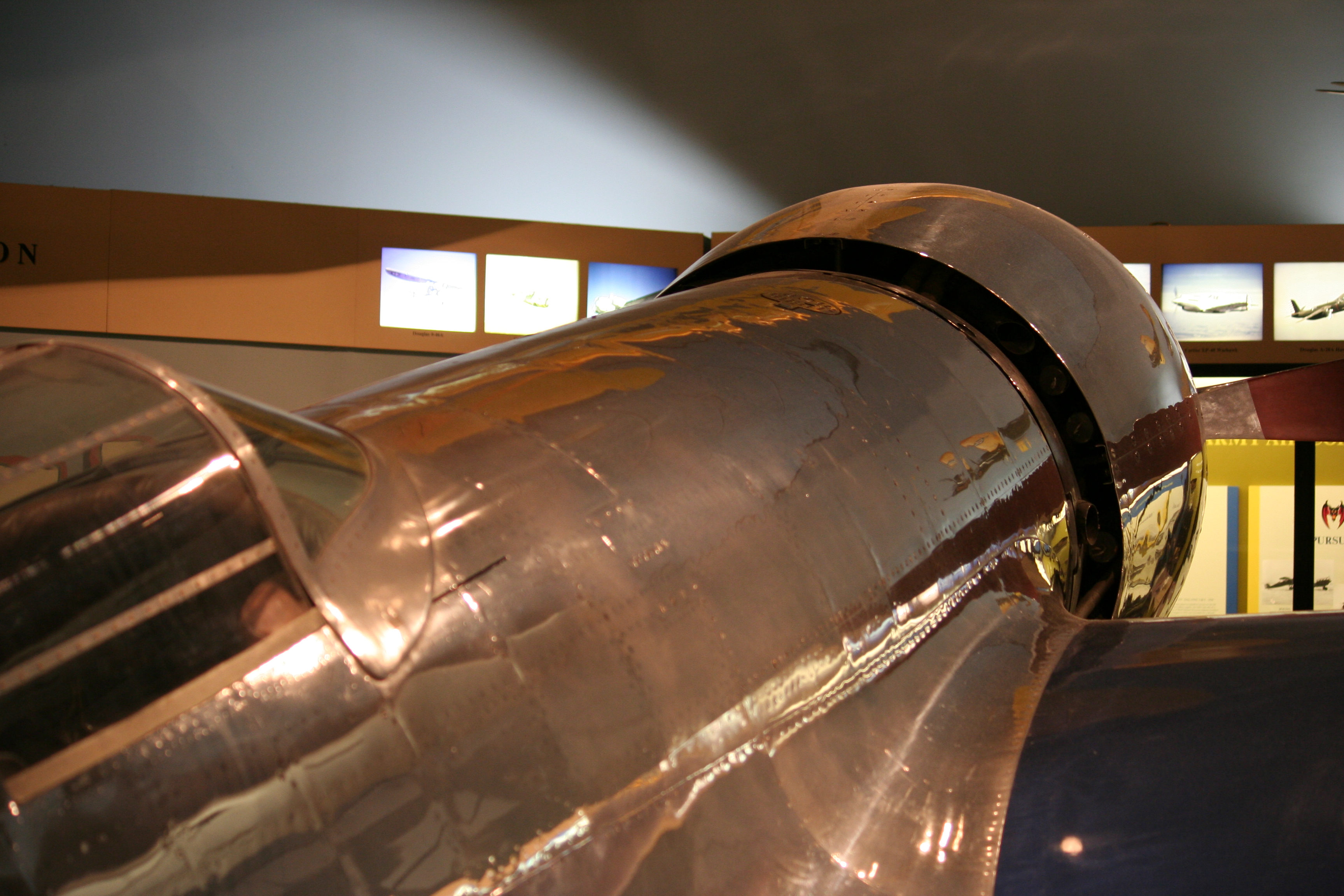
Morro
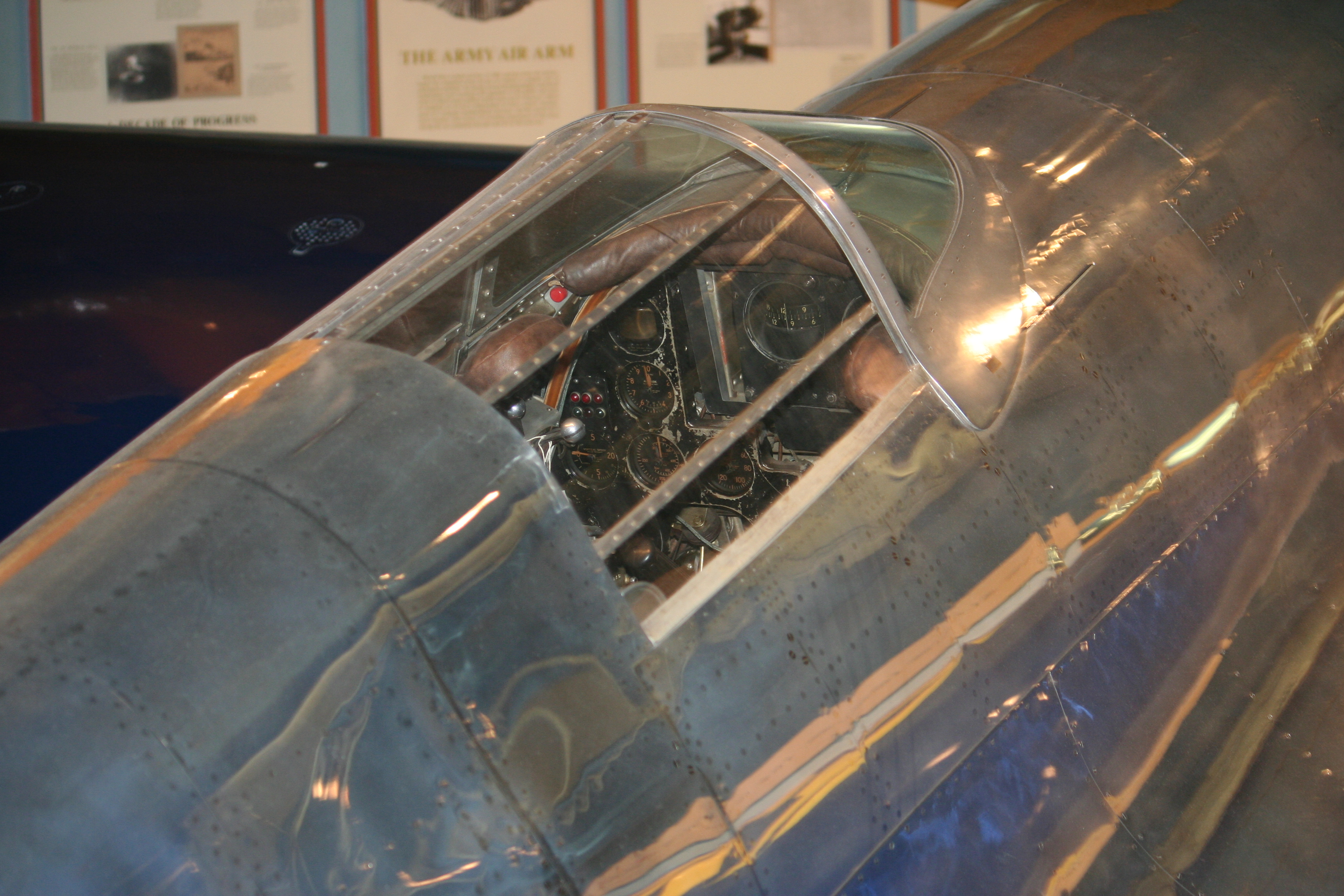
Cabina e instrumentación
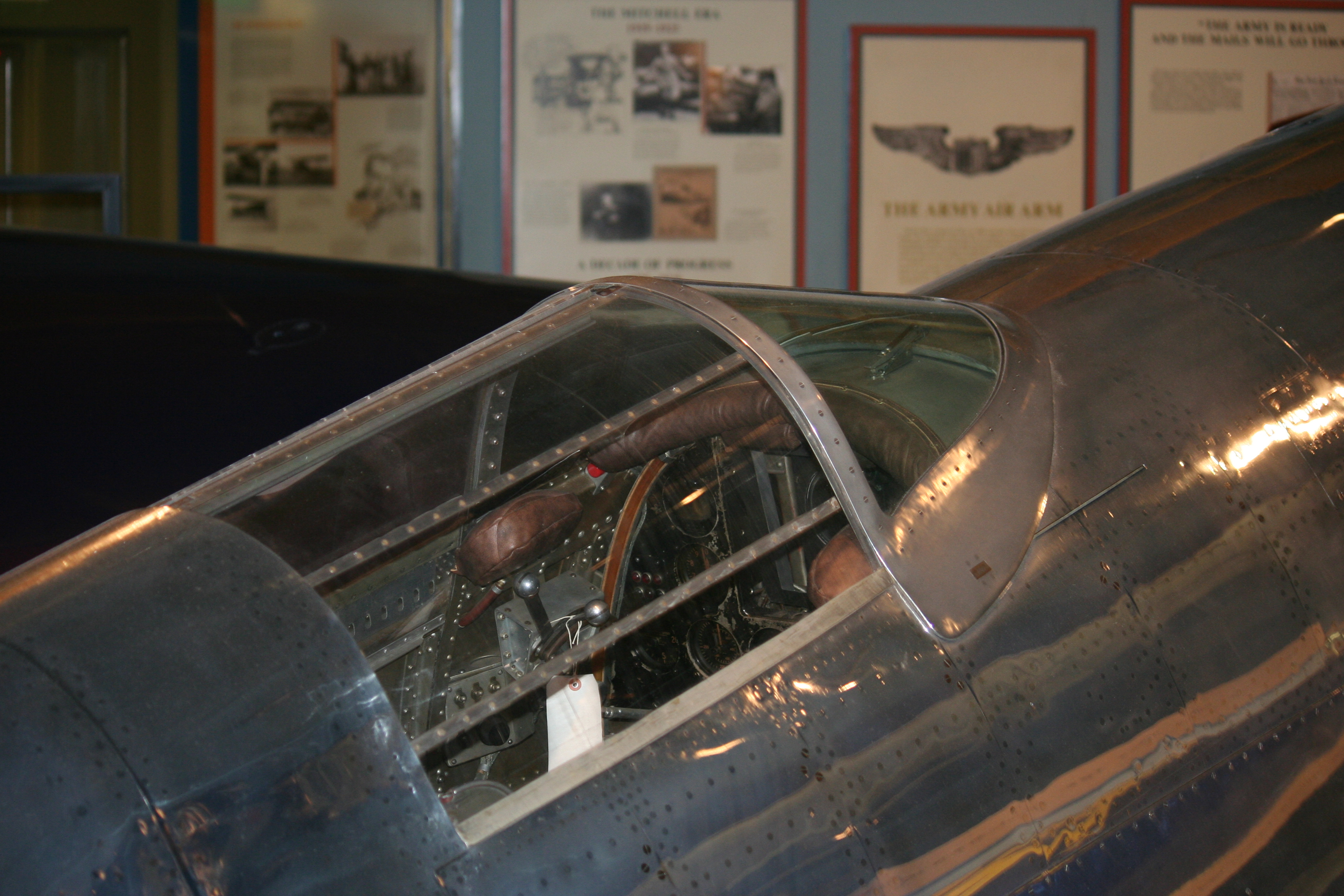
Controles
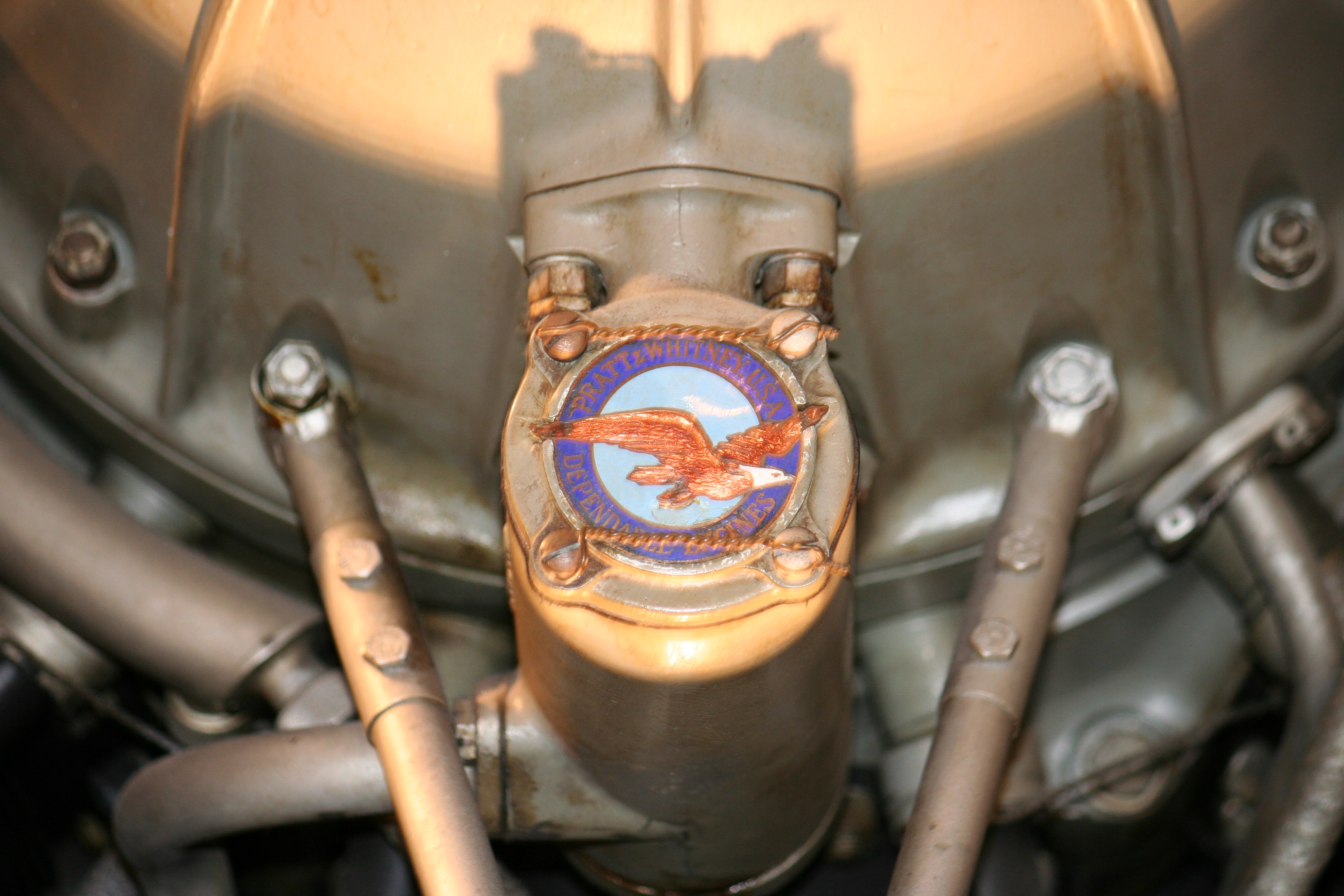
Emblema de Pratt & Whitney